# Hans Stråberg
Hans Torgny Stråberg, född 22 februari 1957 i Västervik, är en svensk företagsledare.
Stråberg var VD och koncernchef för AB Electrolux åren 2002–2010. Han var en av de yngsta företagsledarna för ett globalt Fortune 500-företag.

## Utbildning
Stråberg tog civilingenjörsexamen, i maskinteknik, från Chalmers Tekniska Högskola 1981. Han blev reservofficer i armén 1978.

## Karriär
Efter avslutade studier var Hans Stråberg assistent åt Sveriges tekniska attaché i Washington, D.C., USA, 1981–1983.
Stråberg började på Electrolux 1983. Han hade olika positioner inom företaget och 1987 fick han sin första chefstjänst som globalt ansvarig för diskmaskiner och tvättmaskiner. År 1992 blev han fabrikschef vid dammsugarfabriken i Västervik. 
Stråberg flyttade 1995 till USA med ansvar för koncernens vitvaruutveckling och produktion i Nordamerika. Han introducerade tillsammans med sitt team en frontmatad tvättmaskin i USA , en produkt som 2010 hade en marknadsandel på 12 procent. År 1998 kom han in i koncernledningen som vice VD och chef för Electrolux dammsugarverksamhet och för småels-produkterna i företaget. Under sin tid som chef för Electrolux dammsugarverksamhet utvecklade hans team världens första automatiska dammsugare, Trilobite.
2001 blev han Chief Operating Officer för Electrolux och utsedd att överta koncernschefsposten 2002. Han efterträdde Michael Treschow. Stråberg var VD och koncernchef för AB Electrolux åren 2002–2011.

## Styrelseuppdrag
Stråberg är styrelseordförande i Atlas Copco AB, AB SKF, Roxtec AB, Anocca AB och IFN. Han är styrelseledamot i Investor AB.
Stråberg var europeisk ordförande i TABD, TransAtlantic Business Dialogue, 2013–2014.
Han har tidigare varit ordförande i Orchid Ortopedics (USA), CTEK AB, Nikkarit AB, styrelseledamot i Svenskt Näringsliv, vice ordförande i Teknikföretagen, ledamot i Nederman AB, Mellby Gård AB och Vice Preses i Ingenjörsvetenskapsakademien, IVA.
Vidare har han varit drivande i uppstarten av den ideella organisationen SIFE i Sverige år 2004 och dess ordförande sedan starten samt i den efterföljande entreprenörsorganisationen Business Challange, SBC.

## Utmärkelser
- Commander in the Order of Leopold II, HM the King of Belgium (2006)
- H.M. Konungens Medalj i guld av 12:e storleken i serafimerordens band (2015)
- Ledamot av Kungliga Ingenjörsvetenskapsakademien, IVA, sedan 2006.
- Lucia Trade Award, Swedish-American Chamber of Commerce, New York (2016).
- Chair of The Year Sweden (2016).
- Gustaf Dalénmedaljen, Chalmerska Ingenjörsföreningen
- Styrelseakademiens Guldklubban 2019 för förtjänstfullt ordförandeskap i Atlas Copco
- Mekanprismat nr.5 (2025)

## Familj
Hans Stråberg är född och uppvuxen i Västervik. Han är gift och har två barn.